# Biodynamické zemědělství

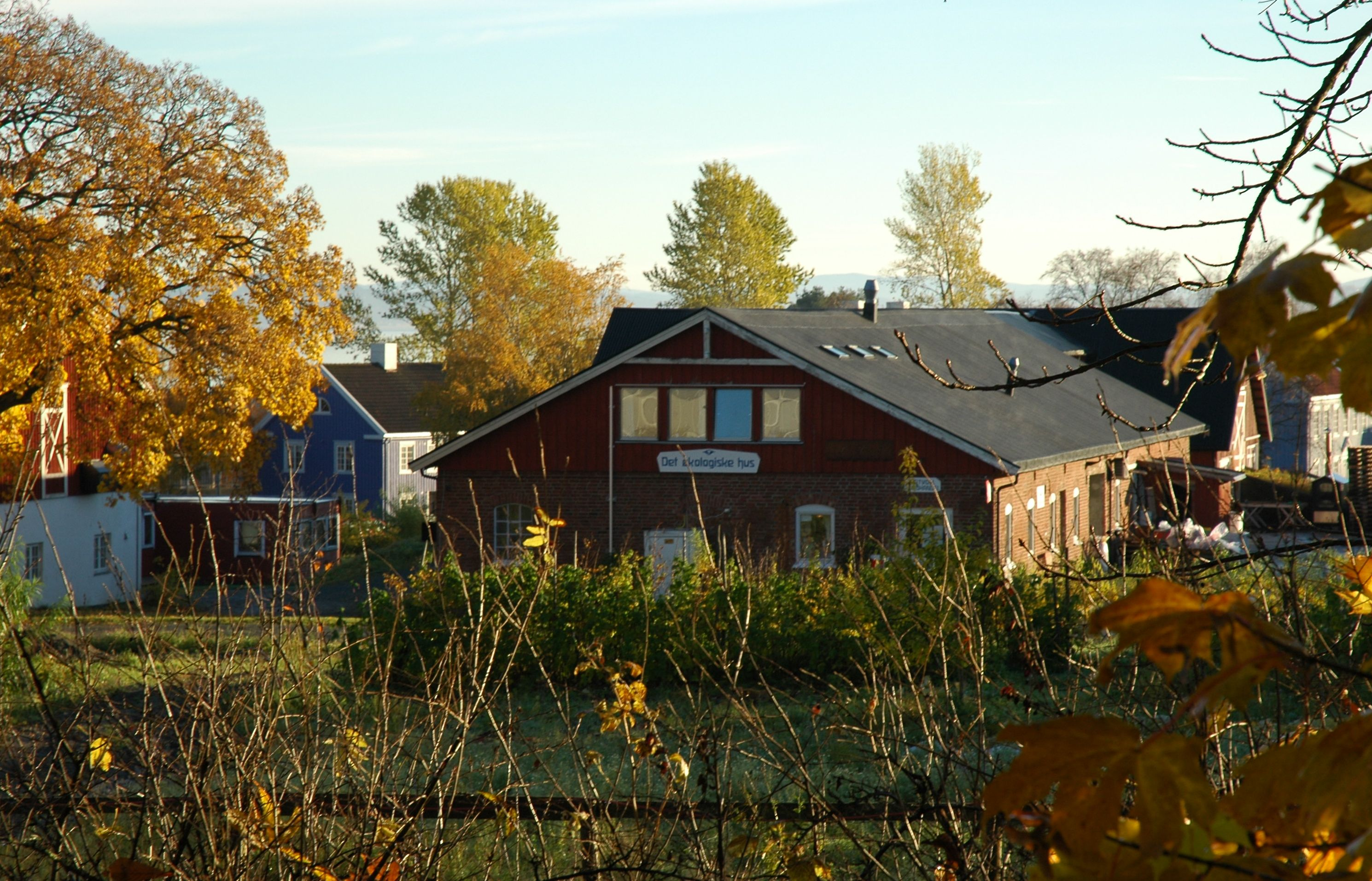
Biodynamický statek

Biodynamické zemědělství je alternativní způsob hospodaření v zemědělství, který popsal rakouský filosof, pedagog a esoterik Rudolf Steiner v sérii přednášek v roce 1924 na zámku Koberwitz v Německu (dnes Kobierzyce v polském Dolním Slezsku). Biodynamické zemědělství se řídí především fenomenologií Rudolfa Steinera a jeho naukou o působení a vlivu údajné vesmírné energie na zemědělskou výrobu. Kritiky je považováno za pseudovědu nepodloženou faktickými důkazy.

## Historie
Ve dvacátých letech 20. století soudili mnozí zemědělci, statkáři a výrobci potravin, kteří měli blízko k antroposofii Rudolfa Steinera, že potraviny, s nimiž se denně setkávali, mají mnohem horší chuť než potraviny z jejich dětství. U obilí a jiných kultur se podle nich dal pozorovat úbytek vitality a také kvality. Tento náhled se objevil v době, kdy se ve větší míře začala užívat dusíkatá hnojiva a nastal rozvoj masové produkce potravin.
Mezi vědci a výrobci tehdy existovala jen malá snaha zachovat kvalitu produktů a obranyschopnost rostlin před nemocemi a škůdci, proto malý okruh lidí ovlivněných antroposofií hledal cesty, jak dodat zemědělství nové impulzy. Antroposofové chápali svět a lidskou bytost "vícedimenzionálně" a usilovali o doplnění moderního materialistického světonázoru o duchovní rozměr. Každý člověk může podle nich meditací a prací docílit vlastní duchovní zkušenosti. Záměrem zakladatele antroposofického hnutí Rudolfa Steinera bylo zprostředkovat modernímu člověku duchovní zásady a postavit je (jak se domníval) na vědeckou základnu.

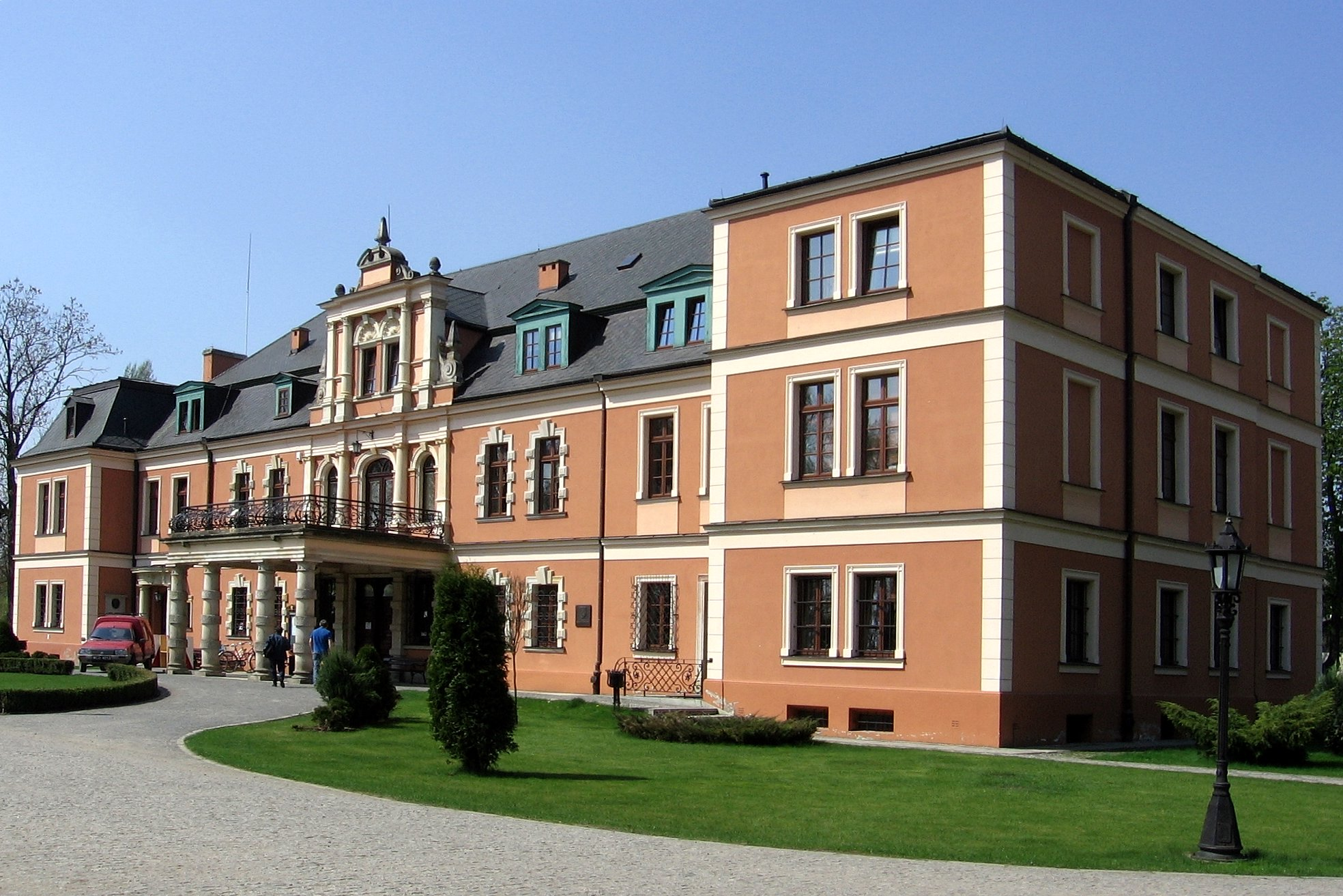
Zámek Kobierzyce

V roce 1924 se Steiner rozhodl na výzvu hraběcí rodiny Keyserlingků a na popud některých statkářů zorganizovat "zemědělský kurs", který měl položit "ideové základy rozkvětu zemědělství". Tento kurs se konal o svatodušních svátcích roku 1924 na zámku Koberwitz (dnes Kobierzyce) ve Slezsku, nedaleko Vratislavi. Před zhruba 100 posluchači přednesl Steiner osm přednášek, provázených diskusemi. Týkaly se spolupůsobení země a vesmíru, planetárních vlivů na zemi a její obyvatele atd.
Steinerovou zásluhou se objevila idea "zemědělského organismu", dnes uznávaná i mimo biodynamický názorový proud. Zdůrazněn byl význam poznávání podstaty fyzických látek a jejich úloha coby "nositele duchovních sil". Probíral se správný vztah mezi polním hospodářstvím, pěstováním ovoce a chovem zvířat, hodnota lesa a tvorba biotopů, zásady krmení zvířat a výživa společnosti. Za obzvlášť důležité Steiner pokládal oživení půdy a udržení trvalé plodnosti – proto vznikla nová koncepce hnojení a kompostování.
Už v témže roce se utvořil pokusný kruh antroposofických zemědělců, kteří se řídili Steinerovými pokyny a hospodařili podle nových kritérií. V roce 1928 byla zavedena značka Demeter pro označení produktů biodynamického zemědělství.
- v roce 1929 vzniká označení biologicko-dynamická zemědělská metoda
- v roce 1932 je založen svaz Demeter.
- v 30. letech se biodynamicky hospodaří v Německu, Rakousku, Švýcarsku, Nizozemsku, Anglii, Švédsku, Norsku a Novém Zélandu
- ve 40. letech nacisté činnost biodynamických organizací omezují a metoda se opět rozvíjí až po skončení druhé světové války.
- v roce 1950 začíná vycházet německý biodynamický časopis a je založen Ústav pro biodynamický výzkum
- v roce 1954 se v Německu utváří marketingové sdružení Demeter.
- v 50. až 90. letech se rozšiřuje sortiment produktů biodynamického zemědělství a vznikají nové podniky po celém světě.
- v 90. letech se biodynamické zemědělství začíná rozvíjet v bývalých komunistických zemích, mimo jiné i v České republice.[6]

## Základní principy
Biodynamické zemědělství je podle svých příznivců zároveň ekologické. Rozdíl spočívá v tom, že vedle používání organických hnojiv a zásad etického přístupu vůči chovaným zvířatům, ochraně životního prostředí, a udržení biodiverzity, doporučil Rudolf Steiner speciální biodynamické preparáty, které podle jeho vize zlepší úrodnost půdy a odolnost plodin vůči chorobám a škůdcům. Největší důraz je kladen na použití těchto preparátů při přípravě kompostu a použití měsíčního kalendáře pro výsev a výsadbu biodynamických plodin v optimálním období. Biodynamické zemědělství se dívá na pěstování zemědělských plodin, chov zvířat a zemědělského hospodaření všeobecně jako na součást kosmických procesů a počítá s vlivem planet, hvězd, Měsíce, Slunce, souhvězdí a jejich umístění ve zvěrokruhu.

### Specifické charakteristiky
1. Uzavřenost podniku – zemědělský statek je chápán jako organismus, který musí být do jisté míry uzavřený, aby zůstal zdravý. Každý podnik by měl mít jak rostlinnou výrobu, tak i živočišnou – krmiva i hnojiva by měla pocházet pokud možno z vlastního statku.
2. Podniková individualita – každý podnik je jiný díky jiným klimatickým, půdním a geografickým podmínkám, především ale individualitou zemědělce.
3. Péče o půdu – pro péči o úrodnost půdy se používají speciální preparáty připravované z léčivých rostlin a živočišných orgánů. Důraz se klade na ošetřování statkových hnojiv a kompostování. Smyslem hnojení není dodávat půdě živiny, ale půdu oživit.
4. Pěstování rostlin – pěstitelské postupy se příliš neliší od obecných předpisů pro ekologické zemědělství. Důraz se klade na to, aby rostlina vyrůstala z úrodné, živé půdy a byla vnitřně odolná vůči napadení zvenčí.
5. Chov zvířat – výsadní postavení má v biodynamické zemědělství hovězí dobytek, který má schopnost velmi dobrého trávení umožňující zpracování velkého množství píce. Krávy se neodrohují, rohy jsou považovány za součást zvířete. Dává se přednost přirozené plenitbě před inseminací. Důležitá je péče lidí o zvířata. Mladá zvířata by měla pocházet z uznaného biologicko-dynamického stáda.
6. Organizace a ekonomika – mnoho podniků jsou klasická rodinná hospodářství. Půda by neměla být předmětem spekulací, často proto bývá majetkem nadace, sdružení spotřebitelů apod. a biodynamický zemědělec ji pouze obhospodařuje.
7. Sociální význam – statek není jen místem produkce potravin, ale je místem soužití lidí. Na mnoha místech biodynamické statky slouží při terapii postižených lidí a lidí, kteří mají problém se začleněním do společnosti.
8. Antroposofická filosofie – preparáty mají podněcovat v kompostu, hnoji a následně v půdě procesy, jejichž výsledkem jsou pak jednotlivé živiny.
9. Životní styl – biodynamické zemědělství není jenom hospodaření, je to i životní styl.

### Biodynamické preparáty
"Bio" znamená ve slově "biodynamické" jak biotické (živé) – ovlivněné a pozměněné živou složkou přírody – biotou, tak i biologické – hospodaření podle zákonitostí přírody. Biodynamické pak znamená: využití positivních kosmických vlivů k hospodaření v souladu se Steinerem popisovanými zákonitostmi přírody.
Steiner popsal přípravu a použití devíti preparátů (bylinných a minerálních směsí), které podle něj zlepšují úrodnost půdy a odolnost plodin vůči chorobám a škůdcům. Podle Steinera přenášejí tyto preparáty vesmírnou energii do půdy. Preparáty mají čísla 500 až 508, přičemž první dva se používají jako postřiky plodin a půdy a ostatních sedm se přidává do kompostu. Účinnost těchto preparátů je dlouhodobě zkoumána, především ve vztahu k běžnému ekologickému zemědělství.
- 500: močůvka z kravského hnoje
- 501: křemenný prášek
- 502: květ řebříčku obecného (Achillea millefolium)
- 503: květ heřmánku pravého (Matricaria recutita)
- 504: listy kopřivy dvoudomé (Urtica dioica)
- 505: kůra dubu letního (Quercus robur)
- 506: květ pampelišky lékařské (Taraxacum officinale)
- 507: květ kozlíku lékařského (Valeriana officinalis)
- 508: stonek a listy přesličky rolní (Equisetum arvense)

### Měsíční kalendář
| Planeta | Živel  | Souhvězdí               | Plodina  |
| ------- | ------ | ----------------------- | -------- |
| Merkur  | oheň   | Lva, Berana a Střelce   | plodová  |
| Venuše  | vzduch | Blíženců, Vodnáře, Váhy | květová  |
| Mars    | voda   | Raka, Ryby, Štíra       | listová  |
| Jupiter | vzduch | Blíženců, Vodnáře, Váhy | květová  |
| Saturn  | oheň   | Lva, Berana a Střelce   | plodová  |
| Uran    | vzduch | Blíženců, Vodnáře, Váhy | květová  |
| Neptun  | voda   | Raka, Ryby, Štíra       | listová  |
| Pluto   | oheň   | Lva, Berana a Střelce   | plodová  |
| Měsíc   | voda   | Raka, Ryby, Štíra       | listová  |
| Slunce  | země   | Býka, Kozoroha, Pany    | kořenová |

Biodynamický měsíční kalendář vychází z předpokladu Rudolfa Steinera, že pohyb Měsíce po obloze má důležitý vliv na agrotechnické procesy. V tomto kalendáři Steiner předepsal, které fáze Měsíce jsou vhodné pro výsev, výsadbu, sklizeň a další činnosti.
V roce 1963 publikovala Maria Thunová své dlouholeté výzkumy vlivu Měsíce na růst ředkvičky a rozšířila tento kalendář o postavení Měsíce v astrologickém zvěrokruhu. Vytyčila zvířetníková souhvězdí, která podle ní souvisí s různými typy zemědělských plodin, které rozdělila podle použití na: listové, kořenové, plodové a květinové. Toto rozdělení podle ní souvisí zároveň s přírodními živly: voda, země, vzduch a oheň.
Thunová seskupila jednotlivá zvířetníková souhvězdí do čtyř skupin po třech znameních vykazujících působení na stejný živel. Chceme-li například pěstovat salát, je třeba jej zasít, přesadit a kultivovat ve dny s působením na list a živlem voda, to znamená v době, kdy Měsíc bude v souhvězdí Raka, Ryby nebo Štíra.
Z poznámek Rudolfa Steinera dále vyplývá, že při dodržování vlivů měsíčních rytmů docílíme pozitivního efektu převážně v závislosti na zdůraznění dané části rostliny a to hlavně ve smyslu barvy, kvality či množství. Nutriční hodnota je podle Steinera dána slunečním rytmem. K posílení planetárního vlivu dochází v okamžiku průchodu souhvězdím zvěrokruhu s vlivem na stejný živel. Například Mars v souhvězdí Raka. Použití tohoto kalendáře není povinné při získávání Demeter certifikátu BD-farma a není tedy integrální součástí původní Steinerovy vize.

## Výzkum, vzdělání a marketing
Kompletní přehled výzkumné činnosti od roku 1921 až do roku 2005 týkající se biodynamického zemědělství je publikován v němčině na internetovém portálu anthromedia. Srovnávací studie dospěly ke zcela odlišným závěrům, od příznivého zhodnocení vlivů biodynamického zemědělství až po odmítání metody jako takové (viz Kritika). Zkoumány jsou většinou věci konkrétní, jako je například množství žížal v půdě, stopové prvky, humus, minerály apod., při různých způsobech zemědělského hospodaření.
Výsledky různých výzkumů prezentoval například Herbert Koepf v knize "Biodynamic Agriculture", která vyšla od roku 1976 několikrát a byla přeložena do angličtiny, němčiny a nizozemštiny. Starší srovnávací výzkum z roku 1968 je od Kletta, kde je zmiňován postřik křemenným roztokem a jeho vliv na kvalitu. V jiném výzkumu z roku 1959 popisuje Pfeiffer rozdíly v kvalitě kompostu a Heinze provedl v roce 1967 srovnávací výzkum kvality potravin.
Jedním z nejlépe dokumentovaných[zdroj⁠?!] dlouhodobých výzkumů (1996–2003) je diplomová práce Jennifer Rose Reeve, která zkoumala vliv biodynamických preparátů na kvalitu půdy, kvalitu vinných hroznů a kvalitu kompostu v kalifornské vinici. Závěry této studie ukazují, že vznikají statisticky významné rozdíly (p<0.05) hlavně v půdách s nízkým obsahem živin. Humózní půdy a půdy s vysokým obsahem minerálů a stopových prvků nevykazují prakticky žádné rozdíly. Při užití kompostových preparátů je tomu právě naopak. Biodynamické kompostové preparáty positivně ovlivňují zrání kompostu při ideálních podmínkách, ale nevykazují prakticky žádný efekt v podmínkách nepříznivých. Tento výzkum také prokázal, že biodynamický kompost zlepšuje růst rostlin hormonálními účinky.

### Vzdělání
V rámci 8. vědecké konference ekologického zemědělství začátkem března 2005 na Univerzitě ekologických zemědělských věd v Kassel-Witzenhausen (BRD) převzal nizozemský výzkumník Dr. Ton Baars vedení katedry biologicko-dynamického zemědělství na příštích 6 let.
V Americe, Anglii, Německu, Nizozemsku i v České republice jsou vzdělávací centra která pořádají semináře o biodynamickém hospodaření.

### Marketing
V roce 1928 bylo v Německu zmítaném Velkou hospodářskou krizí založeno ekologické certifikační sdružení Demeter International, které má v současnosti mezinárodní distribuční síť ve 43 zemích se 4200 certifikovanými biodynamickými podniky v Evropě, Americe, Kanadě, Africe, Austrálii, Indii a na Novém Zélandu. Oblibě přispívá např. i princ Charles či manželka Karla Schwarzenberga. Okultismus a nevědecké myšlenky jsou však přechodným příznakem hospodářské krize.

## Kritika
Ze strany zemědělců, využívajících obvyklé (konvenční) metody hospodaření, a zčásti i zemědělců kladoucích důraz na ekologické principy jsou biodynamické preparáty přijímány se skepsí, neboť jejich účinnost je jen těžko měřitelná. Chemická či běžná biologická hnojiva dodávají rostlinám živiny, jež potřebují k růstu, což zajišťuje vyšší výnosy. Naproti tomu biodynamické zemědělství pracuje s předpokladem, že užitím preparátů získávají rostliny specifické kvality. Ve článku Demeterské zemědělství – homeopatie na poli publikovaném ve Stuttgarter Zeitung
poukazuje Frank Buchmeier mimo jiné na to, že užití postřiku křemenným práškem v množství 2 g na 3000 m² je srovnatelné s použitím homeopatických přípravků v alternativní medicíně, kde se přípravky ředí v poměru od 1:10 až do poměru 1 : 2 500 000 000.
V článku zveřejněném ve Frankfurter Allgemeine Zeitung poukazuje Peter Treue na to, že „dle srovnávacích studií neexistují měřitelné kvalitativní rozdíly mezi produkty založenými na konvenčních metodách hospodaření a produkty z biodynamických farem“. Treue charakterizuje „ekologicko-dynamické“ zemědělství jako součást okultního hnutí a způsob myšlení a praktiky jeho zastánců nepokládá za vědecké, ale řadí je do sféry magie a geomantie.

Na základě výzkumu v roce 1994 došel Holger Kirchmann k závěru, že Steinerovy pokyny jsou okultního a dogmatické rázu a nadto vykazují značnou heterogennost. Mnohé z biodynamických zásad jsou nedokazatelné a nelze na nich postavit vědecky podloženou teorii. Je například stěží doložitelné, že biodynamické preparáty přenášejí vesmírné síly do půdy. Podle Kirchmanna nevedlo vědecké zkoumání metod biodynamického zemědělství k přesvědčivým výsledkům.

#### Biodynamika v Česku
- Biodynamika.info - informační stránky o biodynamickém zemědělství a potravinách Demeter
- Biodynamika.cz - více než jen ekologické zemědělství
- Zuzana Geryková: Hnůj je náš poklad Publikováno v čísle 3/2009 společensko-ekologického časopisu Sedmá generace.
- Společnost pro biologicky dynamické zemědělství v ČR o.p.s. Archivováno 3. 2. 2020 na Wayback Machine.

#### Marketing biodynamických produktů
- Demeter International Biodynamic food certification

#### Kritické články v češtině
- Antroposofie a waldorfské školství (zejm. část Fyzika, biologie a biodynamické zemědělství), Jiří Heřt, Český klub skeptiků Sisyfos
- Antroposofie a ekofašismus (zejm. část Antroposofie v praxi: waldorfské školy a biodynamické zemědělství), Patrik Kníže, překlad článku Petera Staudenmaiera – Antroposofie a ekofašismus, zveřejněný na stránkách Antify 29. září 2006